# دنتون، منچستر بزرگ
latitudeدنتون، منچستر بزرگlongitudeدنتون، منچستر بزرگ
دنتون (به انگلیسی: Denton) یک شهرک در انگلستان است که در منچستر بزرگ واقع شده‌است.

## خصوصیات
دنتون ۳۶٬۵۹۱ نفر جمعیت دارد.

## خواهرخوانده
شهر مونتینیه لو بروتونو خواهرخواندهٔ دنتون، منچستر بزرگ هست.